# Platypelta coombsi
Platypelta coombsi  es la única especie conocida del género extinto Platypelta de dinosaurio tireóforo anquilosáurido, que vivió a finales del período Cretácico, hace aproximadamente 77 millones de años, en el Campaniense, en lo que hoy es Norteamérica.

## Descripción
Platypelta es un anquilosáurido bastante grande. En 2018, su longitud se estimó en seis metros. Según Penkalski, Platypelta se caracteriza por una serie de rasgos. Algunas de las placas de armadura en su espalda son grandes, que superan los veinticinco centímetros de longitud, y tienen una superficie superior áspera con una quilla afilada que continúa en forma de pico puntiagudo. El hocico está contraído justo en frente de las cuencas de los ojos. El pico superior, del hocico, es redondeado y relativamente pequeño. Los vómer en su lado frontal se superponen a la parte inferior trasera de los premaxilares fusionados . En la parte posterior del cráneo, el cóndilo occipital es grande. Los cuernos  en las esquinas traseras del techo del cráneo, son bajos y ásperos, con una base amplia y una punta picada que se extiende hacia atrás. Las coronas dentales están fuertemente adornadas. En la parte inferior del brazo, el cúbito, es largo y de construcción ligera. En la pelvis, la hoja frontal del ilion solo se dobla suavemente hacia abajo. El pie es robusto con garras arqueadas. En la primera mediación cervical, la banda de armadura transversal que protege la parte superior frontal del cuello, los pares osteodermos medios son alargados y en parte aquillados con una proyección cónica. En la primera mediación cervical, los osteodermos laterales o laterales tienen una quilla doblada pero no ondulada, cuya punta sobresale hacia atrás.

## Descubrimiento e investigación
En 1914, Barnum Brown y Peter Kaisen , trabajando para el Museo Americano de Historia Natural, en Alberta, en Sand Creek, cerca del río Red Deer, a unos 13 kilómetros al sudeste de Steveville, excavaron un esqueleto de anquilosaurio, espécimen AMNH 5337. En 1971, fue referido a Euoplocephalus tutus por Walter Preston Coombs . En 2001, sin embargo, Paul Penkalski llegó a la conclusión de que este esqueleto era casi idéntico a otro ejemplar, AMNH 5403, y que ambos representaban probablemente un taxón separado. En 2013, Victoria Megan Arbour y Philip Currie continuaron refiriéndo a Euoplocephalus a AMNH 5337 que difirió de Scolosaurus y Dyoplosaurus en la región pélvica.
En 2018, Penkalski publicó un estudio que contiene un análisis cladístico de tales formas. En él se recuperaron AMNH 5337 y AMNH 5403 en una posición conjunta diferente de las muestras de Euoplocephalus tutus CMN 210, UALVP 31 y AMNH 5406. Nombró un género separado para AMNH 5337 y AMNH 5403, Platypelta , con una especie tipo Platypelta coombsi . El nombre genérico se deriva del griego platys , "ancho", y la pelta, "escudo", en referencia a los osteodermos amplios. El nombre específico honra a Walter P. Coombs Jr., quien fue pionero en el estudio de los anquilosaurios a fines del siglo XX.
El holotipo, AMNH 5337, se encontró en una capa de la Formación Dinosaur Park a una altitud de 667 metros, que indica una edad de aproximadamente 76,8 millones de años. Consiste en un esqueleto con cráneo, sin cola y patas traseras. Representa a un individuo maduro y anciano, a la vista de las costillas fusionadas, la cintura escapular fusionada, las superficies de articulación rugosa y la armadura áspera.
Las muestras AMNH 5403, CMN 8876, ROM 788 y ROM 813 se asignaron a Platypelta. AMNH 5403 consiste en la mitad delantera severamente comprimida de un esqueleto que incluye el cráneo. Se ha almacenado un escollo corto con este esqueleto, pero Penkalski dudó de la conexión, señalando que no estaba marcado ni mencionado en el catálogo de accesiones. CMN 8876 es un cráneo que preserva un solo diente. ROM 788 es un club de cola. ROM 813 es un esqueleto que carece del cráneo pero que contiene la grupa completa, extremidades anteriores y extremidades posteriores. Además de una gran cantidad de osteodermos, conserva las impresiones cutáneas. Se ha asegurado en tres bloques que no han sido completamente preparados para conservar las impresiones. Penkalski ya en 2001 sugirió que representaba un taxón diferente de Euoplocephalus.

## Clasificación
Platypelta fue colocada en 2018, dentro de los Ankylosauridae, más específicamente en Ankylosaurinae como miembro de la tribu Ankylosaurini. En el árbol evolutivo, se colocó sobre Scolosaurus y debajo de Dyoplosaurus.